# Deutsche Demokratische Partei des Saargebietes
Die Deutsche Demokratische Partei des Saargebietes war eine Partei in dem von 1920 bis 1935 vom Deutschen Reich abgetrennten Saargebiet. Sie war die Schwesterpartei der Deutschen Demokratischen Partei und vertrat linksliberale Positionen.
An der Saar waren die Zentrumspartei des Saargebietes (78 % der Bevölkerung waren katholisch) und die Sozialdemokratische Partei des Saargebietes die führenden Parteien. Den liberalen und bürgerlichen Kräften war dies bewusst, als sich zur Wahl zur Weimarer Nationalversammlung am 19. Januar 1919 die Parteien bildeten.
Die DDP, in der sich die Linksliberalen gesammelt hatten, und die Nationalliberalen vereinbarten daher die Bildung einer liberal-demokratischen Arbeitsgemeinschaft. In dieser Arbeitsgemeinschaft war die DDP die stärkere Gruppierung. Dies hing zum einen damit zusammen, dass die größte Zeitung des Saargebietes, die Saarbrücker Zeitung, der DDP nahestand. Zum anderen war die Zahl der Linksliberalen einfach größer. Ziel war die Bildung einer "festen Front" gegen die "rote Flut" der Sozialisten.
Bei der Wahl zur Deutschen Nationalversammlung erhielt die Arbeitsgemeinschaft in Saarbrücken 30 % der Stimmen, im Landkreis Saarbrücken waren es etwa 15 %. Auch bei den Stadtratswahlen im Juni 1920 trat die Aktionsgemeinschaft noch gemeinsam an.
1922 fanden die ersten Wahlen zum Landesrat des Saargebietes statt. Hier traten die Nationalliberalen, die sich 1920 in Liberale Volkspartei umbenannt hatten, und die DDP getrennt auf. Nun zeigte sich das Stärkeverhältnis der liberalen Parteien im Saargebiet. Die DDP erhielt 3,9 % der Stimmen und ein Mandat, die Liberale Volkspartei 12,8 % und vier Mandate. Der einzige Abgeordnete der DDP war Oskar Scheuer.
Erneut wurde aufgrund dieses Wahlergebnisses ein Zusammenschluss der liberalen Parteien diskutiert. 1924 schloss sich die Liberale Volkspartei mit der DDP daher zur Deutsch-Saarländischen Volkspartei zusammen.